# غريغوري دوك روسي
غريغوري دوك روسي (بالإنجليزية: Gregory Doc Rossi)‏ هو ملحن وعازف قيثارة أمريكي، ولد في 1955.

## وصلات خارجية
- غريغوري دوك روسي على موقع ميوزك برينز (الإنجليزية)
- غريغوري دوك روسي على موقع ديسكوغز (الإنجليزية)